# Christuskirche (Gallneukirchen)

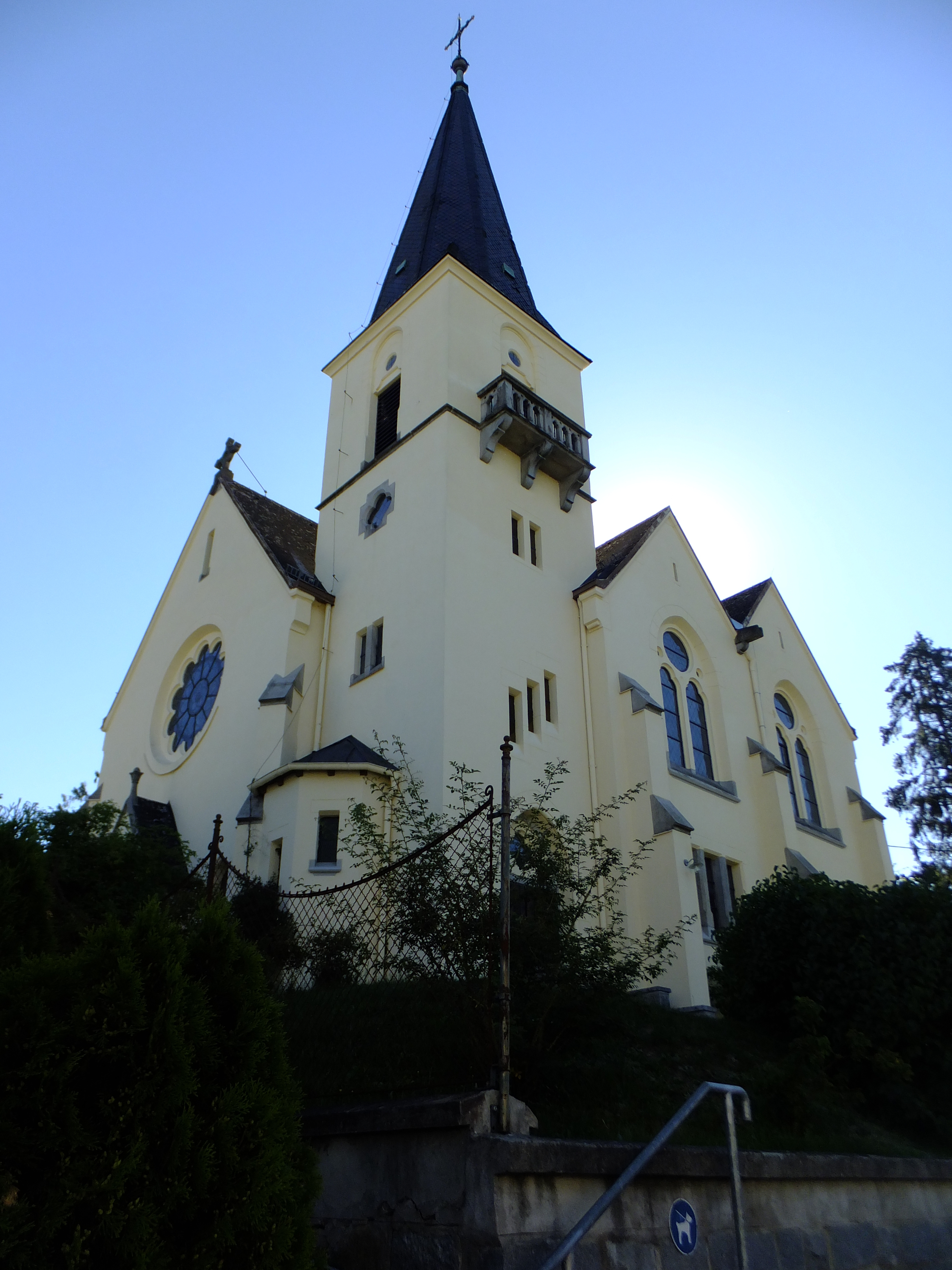
Christuskirche

Die denkmalgeschützte evangelisch-lutherische Christuskirche im oberösterreichischen Gallneukirchen wurde am 15. August 1906 geweiht. Sie gehört zur evangelisch-lutherischen Pfarre Gallneukirchen, die das gesamte mittlere und nordöstliche Mühlviertel (39 politische Gemeinden) umfasst.

## Geschichte
Die Ursprünge reichen in die Zeit 1806 bis 1815 zurück, als der katholische Pfarrer Martin Boos in Gallneukirchen wirkte. Auf Grund seiner Predigten wendete sich ein Teil der Gläubigen vom katholischen Glauben ab, die so genannten Boosianer, aus denen später die evangelische Pfarrgemeinde hervorging. Im Jahr 1846 wurden die Gläubigen als Evangelische Gemeinschaft anerkannt und der Pfarre in Kirchberg-Thening zugeteilt. Am 15. Juli 1870 wurde die Pfarre Gallneukirchen gegründet, der erste Kurator war Franz Riener aus Matzelsdorf. Der erste Pfarrer war Ludwig Schwarz. Bis 19. November 1872 war Gallneukirchen eine Tochterpfarre der Martin-Luther-Kirche in Linz, danach eine selbständige Pfarre. Zuerst wurde das größte Zimmer im heutigen Ludwig-Schwarz Haus als Betsaal verwendet.
1874 gründete Ludwig Schwarz mit der evangelischen Pfarrgemeinde den Verein für Innere Mission. Bei der Suche nach geeigneten Fachkräften für die Hilfe und Pflege von hilfsbedürftigen Menschen wurde der Verein bei den Diakonissen fündig. Somit erfolgte im Jahr 1877 die Gründung des Evangelischen Diakoniewerks Gallneukirchen.
Ebenfalls 1874 wurde das ehemalige Starhembergische Pflegegerichtsgebäude erworben und zu einem Pfarrhaus umgebaut. Nach dem Umbau wurde das Haus als neues Gebetshaus verwendet. Durch die steigende Anzahl an Gläubigen wurde der Raum zu klein, daher wurde 1904 mit dem Bau der Kirche begonnen. Die Kirche wurde nach den Plänen von Karl Siebold aus Bethel bei Bielefeld errichtet. Am 15. August 1906 erfolgte die Weihung der im neugotischen Stil gestalteten Christuskirche.
1925 wies die Gemeinde 890 Gläubige auf, einige davon in Bad Leonfelden, Freistadt und Engerwitzdorf. Friedrich Saul wurde von 1916 bis 1938 der Nachfolger Ludwig Schwarz. Während des Zweiten Weltkriegs wurden die Filialpfarren Krumau und Kaplitz an Gallneukirchen angeschlossen. Nach dem Krieg setzte durch Zuzug ein vermehrtes Wachstum der evangelischen Gemeinde ein. Daher wurden in den größeren Glaubensgemeinschaften außerhalb Gallneukirchens separate Gottesdienste abgehalten.
Seit 1989 betreut Pfarrer Günter Wagner diese Pfarrstelle und die Gemeinde, die im Jahr 2008 1365 Gläubige umfasste.

## Architektur

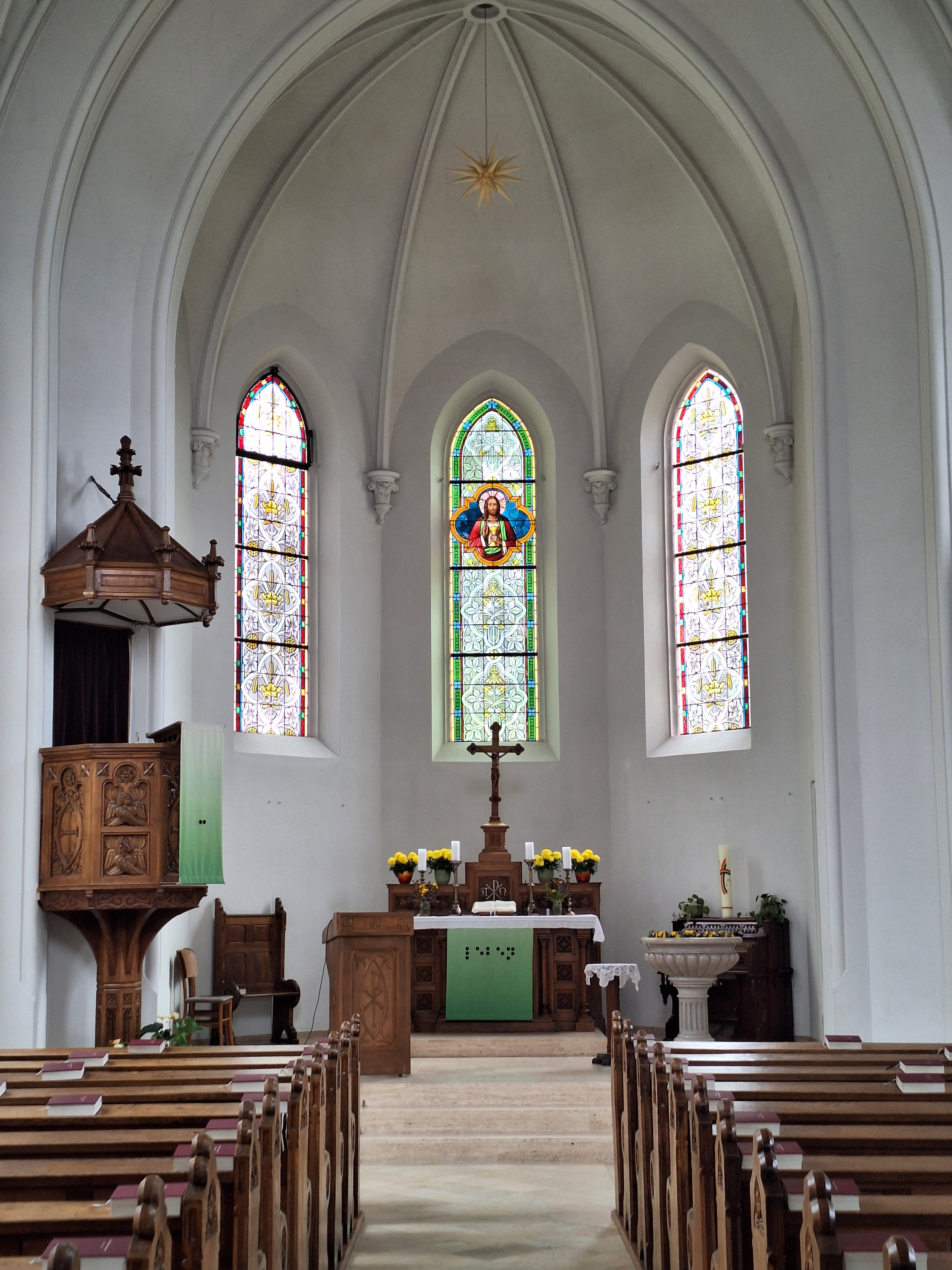
Innenansicht, Blick zum Altar

Die Christuskirche stellte einen dreijochigen, im Innern kreuzrippengewölbten Saalbau mit 5/8-Polygonschluss errichtet, dem südseitig ein doppelgeschoßiger zweijochiger, mit einem Doppelgiebel abgeschlossener Anbau angegliedert ist. Den Winkel zwischen beiden nimmt ein massiver Turmbau mit balkonartigem Austritt im Glockengeschoß auf, bekrönt von einem achtseitigen Steilhelm, so dass sich insgesamt ein asymmetrisches abwechslungsreiches Baugefüge ergibt. Die Maßwerkformen der Fenster und die Maßwerkrose über dem Westportal folgen frühgotischen Vorbildern. Die westliche, dreiachsige Orgelempore ist kreuzgratgewölbt und ruht auf Granitsäulen mit Knospenkapitellen. Die kleine, kapellenartige Sakristei liegt im Südosten.
Die späthistoristische Einrichtung weist eine neugotische Kanzel mit Evangelistensymbolen auf. Die Kirchenbänke stammen aus dem Jahr 1906 und weisen eine Weintraubenornamentik auf.
Bei ihrer Fertigstellung 1906 hatte die Christuskirche eine Orgel des Orgelbauers Johann Lachmayr aus Linz-Urfahr erhalten. Diese wurde 1969 durch eine Orgel der Firma Hillebrand ersetzt, die in den 1950er Jahren für die Vahrenwalder Kirche in Hannover gebaut worden war. Die Orgel hatte eine mechanische Traktur mit zwei Manualen und 17 Registern. Da dieses nicht für den Standort konzipierte Instrument die Fensterrose der Empore verdeckte, wurde ein Orgelneubau durch Walter Vonbank aus Murau geplant. Die neue Orgel, welche am 7. April 2024 eingeweiht wurde, besitzt 25 Register aus 11 Pfeifenreihen, die gleichzeitig für das I. und das II. Manual nutzbar sind (Transmissions-Prinzip).

## Nutzung
Gottesdienste finden in der Kirche in der Regel jeden Sonntag statt.
Für die Gläubigen in Bad Leonfelden findet der Gottesdienst in der Kapelle im Bezirksseniorenheim statt. In Freistadt findet der Gottesdienst in der Kapelle im Marianum statt.